# 比布町立比布中央学校
比布町立比布中央学校（ぴっぷちょうりつ ぴっぷちゅうおうがっこう）は、北海道上川郡比布町にある公立の義務教育学校。

## 概要
- 比布町は、平成31年（令和元年）度から、校舎一体型の小中一貫教育を行っていた中央小学校と比布中学校を、令和4年度から義務教育学校に移行させ、本校を開校させた。

## 沿革
出典
- 2022年（令和4年）
  - 4月1日 - 比布中学校と中央小学校が統合して開校。
  - 4月6日 - 体育館にて、開校式典挙行。
  - 4月7日 - 第1回入学式と進級式（中学校入学式相当）挙行。
- 2023年（令和5年）3月10日 - 第1回卒業式挙行。最初の卒業生は9年生（中学3年生相当）37名[2]。

## 周辺
- ライスセンター
- 郷土資料館

## アクセス
- JR宗谷本線比布駅から、徒歩約1km・約15分。